# 송영운
송영운(宋榮雲, 1952년 12월 15일 ~ 2023년 11월 18일)은 전 KBO 리그 MBC 청룡의 외야수이다. 1972년에 농협 야구단에 입단하였으며 그 당시에는 왼손 구원투수로 활동하였다. 1981년에 프로야구가 출범할 때에 MBC청룡에 스카우트 되었다.

## 출신 학교
- 인천서림초등학교
- 장충중학교
- 장충고등학교

## 통산 기록
| 연도 | 팀명  | 타율  | 경기 | 타수 | 득점 | 안타 | 2루타 | 3루타 | 홈런 | 루타 | 타점 | 도루 | 도실 | 볼넷 | 사구 | 삼진 | 병살 | 실책 |
| ---- | ----- | ----- | ---- | ---- | ---- | ---- | ----- | ----- | ---- | ---- | ---- | ---- | ---- | ---- | ---- | ---- | ---- | ---- |
| 1982 | MBC   | 0.262 | 76   | 263  | 37   | 69   | 11    | 1     | 1    | 85   | 28   | 15   | 10   | 27   | 1    | 27   | 4    | 6    |
| 1983 | MBC   | 0.244 | 56   | 131  | 14   | 32   | 5     | 1     | 0    | 39   | 18   | 1    | 3    | 18   | 1    | 15   | 4    | 0    |
| 1984 | MBC   | 0.286 | 43   | 98   | 7    | 28   | 4     | 0     | 0    | 32   | 5    | 0    | 2    | 9    | 0    | 5    | 1    | 1    |
| 1985 | MBC   | 0.278 | 79   | 198  | 16   | 55   | 6     | 1     | 0    | 63   | 18   | 4    | 3    | 28   | 1    | 21   | 2    | 1    |
| 1986 | MBC   | 0.256 | 56   | 90   | 5    | 23   | 4     | 0     | 1    | 30   | 10   | 0    | 1    | 12   | 0    | 14   | 1    | 0    |
| 1987 | MBC   | 0.259 | 35   | 27   | 1    | 7    | 0     | 1     | 0    | 9    | 4    | 0    | 0    | 8    | 1    | 4    | 0    | 0    |
| 1988 | MBC   | 0.000 | 9    | 10   | 0    | 0    | 0     | 0     | 0    | 0    | 0    | 0    | 0    | 1    | 0    | 1    | 1    | 1    |
| 통산 | 7시즌 | 0.262 | 354  | 817  | 80   | 214  | 30    | 4     | 2    | 258  | 83   | 20   | 19   | 103  | 4    | 87   | 13   | 9    |

## 에피소드
1985년 8월 20일 해태 타이거즈와의 잠실경기 때 2-2로 맞선 8회말 김재박이 1사 후 3루타로 출루하며 만든 찬스에서 송영운이 타석에 나왔는데, 상대 투수는 선동열이었다. 그런데 선동열이 타자앞에 와일드피칭을 저질렀고 3루의 김재박은 재빨리 홈으로 뛰어들었는데, 타자인 송영운이 발목을 부여잡고 뒹굴며 주심에게 히트 바이 피치라고 하는 것이었다. 어리둥절한 주심은 하는 수 없이 송영운에게 출루를 지시했고, 홈을 밟은 김재박은 3루로 복귀했다. 당연하게도 폭투 또는 패스트볼이면 인플레이 상황으로 3루주자의 득점이 인정되지만, 타자가 공에 맞았다면 볼데드 상황이 되므로 3루주자는 홈을 밟아도 득점인정이 안 된다. 결국 그날 경기는 11회 연장 끝에 2-2 무승부로 종료되었다.